# Vilnis Edvīns Bresis

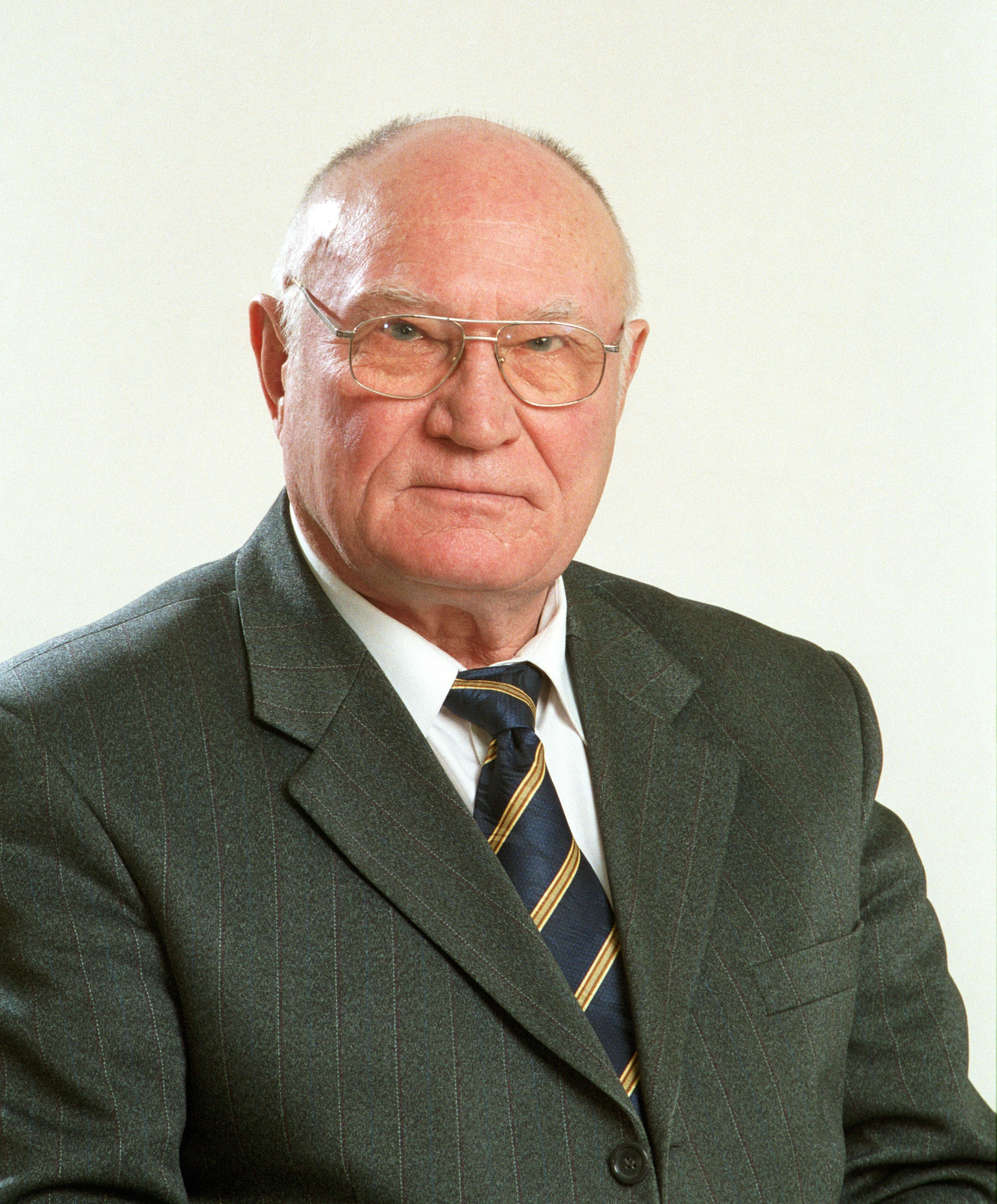
Vilnis Edvīns Bresis (2010)

Vilnis Edvīns Bresis (* 30. Januar 1938 in Jelgava; † 25. Oktober 2017) war ein lettischer Politiker der Kommunistischen Partei Lettlands, der Tautsaimnieku politiskā apvienība und zuletzt der Latvijas Zemnieku savienība, der unter anderem zwischen 1988 und 1990 als Vorsitzender des Ministerrates letzter Ministerpräsident der Lettischen Sozialistischen Sowjetrepublik war. Nach der Wiederherstellung der Unabhängigkeit war er mehrmals Mitglied der Saeima, des lettischen Parlaments, und von 1994 bis 1995 im Kabinett Gailis Staatsminister für Zusammenarbeit im Landwirtschaftsministerium.

## Leben
Vilnis Edvīns Bresis schloss 1961 sein Studium der Agrarwissenschaften an der Lettischen Landwirtschaftsakademie ab und war danach in verschiedenen Leitungsfunktionen in der Landwirtschaft tätig. Er fungierte von 1970 bis 1973 als Erster Sekretär der Lettischen Leninistischen Kommunistischen Jugendunion LLKJS (Latvijas Ļeņina Komunistiskā jaunatnes savienība) und war Mitglied der Kommunistischen Partei Lettlands LKP (Latvijas Komunistiskā partija). Am 6. Oktober 1988 wurde er als Nachfolger von Jurijs Rubenis als Vorsitzender des Ministerrates letzter Ministerpräsident der Lettischen Sozialistischen Sowjetrepublik. In seiner Amtszeit begann Lettland mit der Auflösung der Kollektivwirtschaften und gründete die ersten 8000 landwirtschaftlichen Betriebe in Privatbesitz. Ferner unterstützte er die Idee eines unabhängigen Lettlands und stimmte am 4. Mai 1990 für die Erklärung der Wiederherstellung der Unabhängigkeit. 
Im Anschluss war Bresis, der auch Vorsitzender beziehungsweise später stellvertretender Vorsitzender des Bauernverbandes (Latvijas Lauksaimnieku savienības) war, Mitglied des Obersten Rates der Republik Lettland AP (Latvijas Republikas Augstākā Padome) und zeitweise Mitglied der Wirtschaftskommission sowie der Haushaltskommission. Bei der Parlamentswahl am 5. und 6. Juni 1993 für die Politische Vereinigung nationaler Landwirte TPA (Tautsaimnieku politiskā apvienība) innerhalb des Wahlbündnisses Harmonie für Lettland - Wiedergeburt der Volkswirtschaft (Saskaņa Latvijai - Atdzimšana Tautsaimniecībai) erstmals zum Mitglied der Saeima, des lettischen Parlaments, gewählt. Er gehörte dieser in der fünften Legislaturperiode (1993 bis 1995) und war zeitweise Mitglied der Kommission für Landes- und Kommunalverwaltung. Am 19. September 1994 wurde er als Staatsminister für Zusammenarbeit im Landwirtschaftsministerium in das Kabinett Gailis berufen und bekleidete dieses Amt bis zum 30. Juni 1995.
Nach seinem Ausscheiden aus Parlament und Regierung arbeitete Vilnis Bresis als Bankmanager und wurde bei Parlamentswahl am 5. Oktober 2002 für den Bauernverband Lettlands LZS (Latvijas Zemnieku savienība) innerhalb des Wahlbündnisses der Grünen und Bauern (Zaļo un Zemnieku savienība) erneut zum Mitglied der Saeima gewählt, der er nach seiner Wiederwahl am 7. Oktober 2006 bis zum 2. November 2010 angehörte. In der achten Legislaturperiode war er Mitglied der Kommission für Haushalt, Finanzen und Steuern sowie Mitglied der Wirtschaftskommission. In der neunten Legislaturperiode (2006 bis 2010) war er unter anderem zwischen dem 16. November 2006 und dem 2. November 2010 Vorsitzender der Wirtschaftskommission sowie zeitweise Mitglied der Kommission für Haushalt, Finanzen und Steuern, der Rechtskommission sowie der Kommission für Verteidigung, innere Angelegenheiten und Korruptionsprävention. Außerdem war er einige Zeit Mitglied des Unterausschusses der Rechtskommission zur Ausarbeitung von Änderungen der Verfassung der Republik Lettland.